# Synema fuelleborni
Synema fuelleborni là một loài nhện trong họ Thomisidae.
Loài này thuộc chi Synema. Synema fuelleborni được Maria Dahl miêu tả năm 1907.